# دیلیت
فیلم کوتاه «دیلیت» (Delete) محصول سال ۱۳۹۰، به کارگردانی و نویسندگی «کاظم ملایی» است که حال و هوایی کاملاً فانتزی و انتزاعی دارد. داستان فیلم در مورد جوانی‌ست که دیلیت کردن زندگی‌اش را تجربه می‌کند.
«دیلیت» توانست در «دومین جشنواره بین‌المللی فیلم آپولونیا» (سال ۱۳۹۲) و «اولین جشنوارهٔ بین‌المللی فیلم ایران آمریکا» (سال ۱۳۹۳) جایزهٔ «بهترین فیلم جشنواره» و در «بیست و هشتمین جشنوارهٔ بین‌المللی فیلم کوتاه تهران» (سال۱۳۹۰) تندیس «بهترین فیلم کوتاه تجربی» و «بهترین فیلم جشنواره» از نگاه تماشاگران را دریافت کند.
همچنین این فیلم در «جشنوارهٔ بین‌المللی شان آوادهٔ هندوستان» (سال ۱۳۹۰) تندیس «بهترین تدوین»، در «چهلمین جشنوارهٔ ملل اتریش» (سال ۱۳۹۱) دیپلم افتخار «بهترین فیلم کوتاه» و در «هفتمین جشنواره ملی فیلم وارش» (سال ۱۳۹۱) تندیس «بهترین فیلم تجربی» را دریافت کرده است.

## عوامل سازنده
بازیگر: محمد عباسی / طراحی صحنه: محمد اکبری / تصویربرداری و تدوین: کاظم ملایی / جلوه‌های تصویری و عنوان بندی: امیر مهران / موسیقی: بابک میرزاخانی – سپهر کرباسیان / طراحی و ترکیب صدا: مجتبی اسماعیل‌زاده / دستیار کارگردان: رحمان حاصلی / منشی صحنه: مهلا نهاردانی / عکاسی پشت صحنه: محمود حیطه - زهرا تقوی / گروه صحنه: مجید مجیدی - علی شقایقی - پوریا عوضوردی - ابراهیم دیواندری / دستیاران تصویر: وحید ملک محمدی- حسین اسماعیلی / مدیر تولید: حسن شمس آبادی / مدیر تدارکات: مجتبی علیزاده / مجری طرح: نیما جاویدی / نویسنده و کارگردان و تهیه‌کننده: کاظم ملایی

## جوایز و جشنواره‌ها
- "چهارمین جشنوارهٔ فیلم‌های ایرانی سانفراسیسکو" - آمریکا / ۱۳۹۰
- "پانزدهمین جشن خانه سینما (چهارمین جشن مستقل فیلم کوتاه ایران)" / نامزد کسب جایزهٔ «بهترین موسیقی متن» / ۱۳۹۰
- "ششمین جشنوارهٔ بین المللی فیلم قبرس" - نیکوزیا / ۱۳۹۰
- بخشهای مسابقهٔ ملی و بین‌المللی "بیست و هشتمین جشنوارهٔ بین‌المللی فیلم کوتاه تهران" و کسب جایزهٔ "بهترین فیلم تجربی" در بخش ملی و کسب جایزهٔ "بهترین فیلم جشنواره" از نگاه تماشاگران / تهران ۱۳۹۰
- کسب جایزهٔ «بهترین فیلم تجربی» از نگاه مخاطبان مناطق فرهنگی کشور / اهواز / ۱۳۹۰
- "جشنواره فیلم کوتاه سوره[پیوند مرده]" / تهران / ۱۳۹۰
- "جشنوارهٔ بین‌المللی فیلم کوتاه کاسکو" / پرو ۱۳۹۰
- تندیس "بهترین تدوین" (کاظم ملایی) در بخش مسابقهٔ "جشنوارهٔ بین‌المللی فیلم شانه اواده" / هندوستان / ۱۳۹۰
- "سومین جشنوارهٔ بین المللی فیلم‌های بدون دیالوگ" / (کرمان) / ۱۳۹۰
- "دومین جشنوارهٔ بین‌المللی فیلم کورینتین" / کورینتوس - یونان / ۱۳۹۰
- نمایش فیلم در "دانشگاه تهران" (تالار شهید آوینی - پردیس هنرهای زیبا) / تهران / ۱۳۹۰
- "دهمین جشنوارهٔ فیلم آسیایی چشم سوم" / بمبئی- هندوستان / ۱۳۹۰
- "جشنوارهٔ بین المللی فیلمسکی فرانت" (Filmski Front) - صربستان / ۱۳۹۰
- نمایش فیلم در "فرهنگسرای ارسباران" / در دویست و بیست و پنجمین نشست باشگاه فیلم تهران (تقدیر از کارگردان) / تهران / ۱۳۹۰
- "اولین جشنوارهٔ فیلم شمسه" و برندهٔ جایزهٔ «بهترین طراحی صحنه» (محمد اکبری) / تهران / ۱۳۹۰
- "اولین جشنوارهٔ بین المللی پرشین فیلم" استرالیا - سیدنی / ۱۳۹۰
- "دومین جشنوارهٔ ملی فیلم کوتاه حسنات" / اصفهان / ۱۳۹۰
- "جشنواره بین‌المللی فیلم کوتاه «لیوبلیانا»" / اسلوونی- لیوبلیانا / ۱۳۹۰
- "نهمین جشنوارهٔ فیلم «تصویر سال»" / تهران / ۱۳۹۰
- "یازدهمین جشنواره منطقه ای سینمای جوان" (جشنوارهٔ اترک) / بجنورد / ۱۳۹۰
- "چهل و هفتمین جشنواره منطقه ای سینمای جوان" (جشنوارهٔ افلاک) / خرم‌آباد/ ۱۳۹۱
- «دیپلم افتخار بهترین فیلم کوتاه» از "چهلمین جشنوارهٔ بین المللی فیلم ملل اتریش" / اتریش / ۱۳۹۱
- "پنجمین جشنوارهٔ بین المللی فیلم کوتاه پورتو" / پورتو - پرتغال / ۱۳۹۱
- "دهمین جشنوارهٔ بین المللی فیلم تابور کرواسی" / کومروک - کرواسی / ۱۳۹۱
- بهترین بهترین‌های "بیست و نهمین جشنواره بین المللی فیلم کوتاه تهران" / تهران / ۱۳۹۱
- "جشنوارهٔ بین المللی فیلم پاتراس" (چهاردهمین جشنوارهٔ بین‌المللی چشم‌انداز فیلم و فیلمسازان مستقل) / پاتراس- یونان/ ۱۳۹۱
- تندیس "بهترین فیلم تجربی" در "جشنوارۀ سراسری فیلم کوتاه وارش " / بابل - ایران / ۱۳۹۱
- "مروری بر آثار کاظم ملایی" در دانشگاه سوره تهران (سومین اکران فیلم کوتاه) - تهران / ۱۳۹۲
- "اولین جشنوارهٔ بین المللی فیلم که لار" / سلیمانیه - عراق/ ۱۳۹۲
- "نخستین جشنوارهٔ فیلم کوتاه بهمن" / تهران / ۱۳۹۲
- تندیس «بهترین فیلم جشنواره» در بخش بین‌الملل "جشنوارۀ بین المللی فیلم آپولونیا[پیوند مرده]" / فیر - آلبانی / ۱۳۹۲
- بهترین بهترین‌های "سی امین جشنواره بین المللی فیلم کوتاه تهران" / ۱۳۹۲
- تندیس بهترین فیلم کوتاه "نخستین جشنوارهٔ فیلم ایران آمریکا" / سیاتل - آمریکا / ۱۳۹۳

## پبوند به بیرون
- سایت تخصصی سینمانگار بایگانی‌شده  در ۵ مارس ۲۰۱۶ توسط Wayback Machine
- سایت جشنواره بین‌المللی فیلم وارش
- "سایت جشنوارهٔ بین المللی فیلم قبرس"
- سایت جشنواره فیلم کوتاه سوره
- "سایت جشنوارۀ بین المللی فیلم آپولونیا"
- "سایت جشنوارۀ بین المللی فیلم کوتاه پورتو"